# Antoine Romagnan
Pour les articles homonymes, voir Romagnan.
Antoine Romagnan, né le 20 avril 1902 à Monaco, commune où il est mort le 20 juillet 1989, a été président du club de football de l'AS Monaco de 1960 à 1963.

## Biographie
Antoine Romagnan fut président de l'AS Monaco FC de 1960 à 1963, succédant à Charles Campora. 
Durant sa présidence, le club gagne deux Championnats de France, deux Coupes de France, une Coupe Charles Drago, un Challenge des champions et une Coupe Gambardella.

## Palmarès
- Champion de France en 1961 et 1963
- Vainqueur de la Coupe de France en 1960 et 1963
- Vainqueur de la Coupe Charles Drago 1961
- Vainqueur du Challenge des champions 1961
- Vainqueur de la Coupe Gambardella